# ライザのアトリエ 〜常闇の女王と秘密の隠れ家〜
『ライザのアトリエ 〜常闇の女王と秘密の隠れ家〜』（ライザのアトリエ とこやみのじょおうとひみつのかくれが）は、コーエーテクモゲームスより発売されたゲームソフト。「アトリエシリーズ」の一作。
Nintendo Switch・PlayStation 4・PC（Steam配信）のマルチプラットフォームで、Switch・PS4版は2019年9月26日に発売された。
2023年3月にアニメ化が発表され、同年7月から9月まで放送された。

## 概要
錬金術によるアイテム作成を主題としたアトリエシリーズの21作目（スピンオフ系タイトルを除く）。
アトリエシリーズは数作ごとに世界観やゲームシステムを一新して展開されるが、今作は「秘密シリーズ」の第1作となっている。
開発はガスト長野開発部が行い、シナリオはライトノベル作家の高橋弥七郎が、キャラクターデザインにはトリダモノが起用されている。
ガスト直系のアトリエシリーズ作品においてタイトルに「錬金術士」の名を冠さないのは『イリスのアトリエ グランファンタズム』以来となる。
世界累計出荷本数50万本を突破し、アトリエシリーズ最高記録を達成した。
2020年7月20日にNintendo Directにて続編『ライザのアトリエ2 〜失われた伝承と秘密の妖精〜』が発表された。
2025年に「秘密シリーズ」の3部作をまとめ、新規プレイアブルキャラクターや追加ストーリー、追加マップ等が盛り込まれた決定版となる『ライザのアトリエ ～秘密トリロジー～ DX』が発表され、同年11月13日に発売予定。

## ゲームシステム
基本的に年月や期間の設定はなく、1日は「朝・昼・夕・夜」の時間経過で進み、特定の時間帯のみに出現する人物や敵、採取アイテムが存在する。時間帯は、ライザの部屋またはライザのアトリエ内にあるベッドで寝ることで自由に変更可能。今作のアトリエの建物は内装・外装をパーツでカスタマイズできるようになっている。
調合システムは「リンケージ調合」が採用され、「マテリアル環」と呼ばれる円の中に各種材料を投入し、材料それぞれに設定された属性を満たすことで周囲の環に進み、最終的にアイテムを完成させることが基本。投入する材料の品質・数・属性などによりアイテムのレシピが変化する場合もある。完成したアイテムは、「アイテムリビルド」システムによって、さらに材料を入れることで強化もできる。アイテムリビルドを行うには「ジェム」が必要であり、ジェムは材料を「ジェム還元」することで手に入る。
戦闘システムは「リアルタイムタクティクスバトル」が採用され、コマンドの選択中に敵味方の行動が停止することはない。戦闘中は「AP（アクションポイント）」を溜め、「タクティクスレベル」を上昇させることでより強力な攻撃やスキルが使用可能になる。また、戦闘中には仲間から「〜して欲しい」などの「アクションオーダー」が発生し、それを満たした場合は敵に対してさらなる追撃が行える。
後に無料配信されたダウンロードコンテンツにて、キャラクターを自由に配置して好きなように撮影できる「フォトモード」や、「ミニゲーム」などのシステムが実装された。

## 登場人物

### 主要人物
ライザリン・シュタウト
声 - のぐちゆり
本作の主人公。愛称は「ライザ」。17歳。クーケン島のラーゼンボーデン村に住む少女。幼馴染のレントやタオと3人で行動することが多い。何気ない日々に退屈しており、常に新しいことや刺激のある冒険を求めている。
農家の娘だが、屋根裏部屋を改造した自室で村を出ての冒険を夢見ており、度々農作業を放って家を空ける点を母親から咎められては怒られる日々。ある日念願叶って島を飛び出した先の森で、行商人の娘のクラウディアを魔物から助けて友人関係になり、さらに旅人のアンペルやリラと出会う。
自分では何の特徴もない普通の女の子を自負しているが、アンペルの錬金術を見て錬金術に興味を抱く。そして彼の手ほどきを受けながら才能を開花させ、錬金術士として成長していく。
- のぐちによるとライザ役はオーディションで決まったのではなく、事務所が候補としてサンプルボイスを提出していたらしく、ライザ役に決まったことは休みの日に電話で伝えられたという。収録では最初にのぐちが用意したライザとして「気の強い女の子」の芝居を聴かせたところ、「少しじゃじゃ馬すぎるので、もう少し可愛い寄りで」とディレクションを受けたため、微調整して「元気な少女」くらいをベースに演じたという。シリーズでライザを演じる中で、すごく強引に見える部分もライザが持っている魅力だと感じ、それを芝居に乗せることができればみんなにも好きになってもらえるだろうと心がけて演じたという。また、普通の女の子ながらリーダーシップを発揮して同世代の男子を引っ張り回すシーンについては「ライザだから、ついていきたくなるんだ」と思ってもらえるように常に意識したという。

レント・マルスリンク
声 - 寺島拓篤
ライザの幼馴染の一人。18歳。大剣使いの少年。タオと共にライザの言動に振り回されることもあるが、仲間意識は強い。父親の件から、ボオスをはじめとする住民からあまり良い目で見られていないことを自覚しており、それを変えようとしている。
考えるより行動するタイプで、自分の力を村のみんなに認めさせるため日々鍛錬を続けていたが、ある日出会ったリラの戦闘能力を見て彼女に弟子入りし、戦いの手ほどきをしてもらうことにする。村から遠くに見える高い塔を制覇するのが夢。
タオ・モンガルテン
声 - 近藤唯
ライザの幼馴染の一人。15歳。眼鏡の少年。家の地下の書庫にある古書を読み解くことを目標にしている。知的で面倒見も良いが、臆病気味な性格ゆえかよくボオス達にちょっかいを出されたり、魔物を目の前にすると逃げ出してしまうことも。
古代文字の知識があるアンペルと出会い、書庫の本が少しずつ読めるようになってきたことを喜びつつ、各地の遺物や遺跡の調査を進める。ひ弱なイメージがあるが、戦闘における武器は大振りの鎚を扱う。
クラウディア・バレンツ
声 - 大和田仁美
行商人の父親とラーゼンボーデン村を訪れた少女。17歳。質の良い服を着ている。魔物に襲われていた所をライザ達に助けられ、以後は友人関係となる。フルートを大切な物として所持しているが、控えめな性格からか人前での演奏は苦手。
育ちのいいお嬢様のイメージが強いが、実際はかなりのおてんばで、ライザ達と共に魔物が出るような場所での冒険を楽しんでいる。一人娘という事もあって、過保護過ぎる父親に頭を悩ませることも。
アンペル・フォルマー
声 - 野島裕史
リラと共にラーゼンボーデン村のある地方を訪れた流れの錬金術士。年齢は不詳。モノクルが特徴。昔に滅びたクリント王国の遺跡調査を行っている。ライザと出会って以降は、村の旧市街で借りた家を拠点とし、彼女に錬金術の手ほどきをする。ライザのアトリエ完成後は、拠点をそちらへと移す。
かつては国の中央に仕える錬金術士であったが、とある事件で腕を負傷し、調合が出来ない体となってしまったことをきっかけに旅に出た。リラとはその旅の道中に出会い、以降共に活動する。
リラ・ディザイアス
声 - 照井春佳
アンペルと共に旅をしている女戦士。年齢は不詳。銀髪とオッドアイ、見慣れない異国の衣装が特徴。クールな性格であり、遠慮のない言い方をする。ライザ達と出会ってからは、レントから戦闘の指南を申し込まれるなど、主に戦闘面において彼女達のサポートを行う。
精霊を味方につけてその属性をまとう、軽い身のこなしと人間離れした戦闘能力の持ち主。実はライザ達の世界とは別の「異界」出身者で、オーレン族という長寿種族（氏族は白牙氏族）の一員。

### クーケン島
ボオス・ブルネン
声 - 阿座上洋平
村の水源を牛耳るブルネン家の息子。18歳。嫌みで傲慢な性格をしており、ライザやレント、タオには出会う度にきつく当たり、上から目線の嫌みを言う。彼女らをライバル視するあまり、強い魔物退治を意気込んで結局は返り討ちに遭ったこともある。ライザ達がアンペルやリラといった外の人間と接触することも良く思っておらず、錬金術については眉唾物として全くといっていいほど信用していない。子供の頃はライザ達と仲が良かったものの、ある出来事をきっかけに袂を分かち、以後は険悪な関係が続いている。後に異界を訪れた際にキロと出会ったことで心変わりし、ライザ達との関係も改善した。
モリッツ・ブルネン
声 - 竹内良太
ボオスの父親。50歳。村長ではないが、水源を握り財力もある村の有力者であることから、事実上の管理者として様々な取り決めを推し進めたりする等、態度は横柄。特産品の販路開拓のため村にやって来た行商人のルベルトを出迎える。ライザ達のことは「悪童」として嫌っている。
村の発展のために強引な手法を取る事も多く、保守的な村長と衝突する事もしばしば。ただ商売人としての腕は確かであり、彼の事業で村が発展しているのは事実で、無茶な要求はせず村人もそれは承知済みのため、そこまで評判も悪くはない。
ランバー・ドルン
声 - 落合福嗣
子分としてボオスに付き従う少年。18歳。ボオスと共にライザ達に悪態ばかりついている。根は小心者であることから、怒ったライザや魔物を前にすると途端に気弱になることもある。ボオスに対する忠誠心は本物で、ボオスからも目を掛けられている。
アガーテ・ハーマン
声 - 浅野真澄
村における「護り手」で一番の腕利きにして、リーダーを務める女性。22歳。軽装の鎧にショートパンツ姿が特徴。昔からライザ達を知っており、彼女らの行動を見守りつつも、時には厳しく指導する。
男勝りでそのお説教はライザ達の恐怖の対象だが、昔はスカートをはいていた時期もあったらしい。
カール・シュタウト
声 - 緑川光
ライザの父親。42歳。畑仕事に精を出している。穏やかな性格で、妻とは違って出歩くライザに対しても苛烈な物言いはしない。だが農業と作物に対しては情熱を持っているため、畑仕事の良さを理解してもらおうと娘を長い目で見守る。
ミオ・シュタウト
声 - 永島由子
ライザの母親。40歳。家の仕事を手伝わずに、レントやタオ達と出かけてばかりいる娘を苦々しく思い、幾度も苦言を呈する。夫と共にザムエルとは子供の頃からの旧知の仲。錬金術には余り理解を示さず、アンペルのような余所者にも偏見がある。
ザムエル・マルスリンク
声 - 松山鷹志
レントの父親。47歳。腕っ節が強く、昔は傭兵として各地を旅していた。現在は酒浸りの日々を送り、それが原因で妻には出て行かれ、レントに何度も暴力を振い、村で騒動を起こしては護り手に取り押さえられている。そのため、住民からは白い目で見られている。
古老
声 - 宮園拓夢（アニメ版）
ラーゼンボーデン村のお偉方の一人。禁足地など定められた村の掟を頑なに重視する保守派で、島外からの来訪者にも良い顔をしない。考えの違いからモリッツとは度々口論になる。
フレッサ
声 - 谷嶋駿温（アニメ版）
ラーゼンボーデン村の雑貨店主。26歳。ボーデン地区にて店を開いている。ライザ達とも知り合いであり、商品として錬金術のレシピを売っていることもある。

### その他
ルベルト・バレンツ
声 - 浜田賢二
クラウディアの父親。49歳。商会を営んでおり、娘を連れてラーゼンボーデン村を訪れる。その後はしばらく村で生活するようになる。クラウディアには過保護な面も見せ、ライザ達が娘を預けるに値するか見極めようとする。クラウディアのことは「クラウ」という愛称で呼んでいる。
キロ・シャイナス
声 - 三上枝織
フードを被った女性。年齢は不詳。精霊使いであり、リラと同じオーレン族（氏族は霊祈氏族）の一員。異界に逃げて来たボオスを聖域の水源地で保護し、彼を探しに来たライザ達と出会う。
ロミィ・フォーゲル
声 - 長久友紀（アニメ版）
行商人の少女。23歳。商人魂が逞しく、行動力も高い。これまでに何度もクーケン島を訪れており、普段はクーケン港にいることが多い。ライザ達とも親しく、仲が良い。
パミラ
アトリエシリーズの常連キャラクター「パメラ・イービス」に似た女性。冒険者稼業の途中でクーケン島を訪れ、ライザと知り合うことになる。

## 用語
クーケン島
大きな汽水湖の「エリプス湖」に浮かぶ島で、ラーゼンボーデン村がある本作の主な舞台。全く雨が降らない日が続く乾期が存在する温暖な気候で、のどかで自然豊かな風景が広がる。島内で取れるトマトの「クーケンフルーツ」は、何故かクーケン島以外では育たないため特産品として他の地方でも有名。島にある水源はブルネン家が握っている。島への移動は必然的に船を使うしかなく、行商人からは田舎扱いされている。
上記のクーケンフルーツや小麦等の農産物、ヤギの放牧、島周辺で水揚げされた魚介類が島を支えており、数世代前までは慢性的な水不足に悩まれ、少ない水でもよく育つクーケンフルーツ以外の作物は殆ど栽培されず、小麦が作られるようになったのはブルネン家の先祖が水源を発見した最近になっての事である。後にブルネン家の水源の元は異界にあったこと、そしてクーケン島が人工島だったという事実が明かされる。
ラーゼンボーデン村
ライザの生まれ故郷。ライザの実家がある「ラーゼン地区」、レントの実家がある「ボーデン地区」、古い建物が並ぶ「旧市街」、島の玄関の「クーケン港」といった区域に分かれている。村の社会は閉鎖性が強く、ライザ達や商人、旅人といった一部を除き、クーケン島の外へ出ようとする者はほとんどいない。また、島外の幾つかの地域を禁足地と定め、そこへの立入を禁ずるといった村独自の掟があり、住民はそれを遵守すべきとされている。
ロテスヴァッサ王国
クーケン島を含む地域を治める国家。首都はアスラ・アム・バート。中央では「リュコの実（クーケンフルーツ）」が人気。王国全土の土壌は鉄分を多く含んでおり、青い花を咲かす「アオツメクサ」など、植生に変化が見られる。
クリント王国
過去に存在した国家。現在は滅亡している。高度な錬金技術を持っていたとされる。各地に当時の遺跡が残っており、クーケン島にも点在しているため、アンペルとリラはその調査を目的にラーゼンボーデン村のある地方を訪れた。
異界
ライザ達の住む世界とは別の「異世界」。互いの世界は「門」を通して行き来する。リラやキロの種族である「オーレン族」が暮らしている他に、「フィルフサ」という凶暴な魔物が徘徊し、土地や生態系の汚染が深刻化している。

## 主題歌
オープニングテーマ
「虹色の夏」
作詞 - 吉田真利、水上浩介 / 作曲・編曲 - 水上浩介 / 歌 - 神田沙也加

エンディングテーマ
「Crocus」
作詞・歌 - ROXI CHEN (ZANI) / 作曲・編曲 - 弐八さん
挿入歌
「君と出会えた奇跡」
作詞 - 吉田真利 / 作曲・編曲 - 中村新一郎 / 歌 - 照井春佳、三上枝織

## 関連書籍
漫画『ライザのアトリエ 〜常闇の女王と秘密の隠れ家〜』
『週刊ファミ通』2020年10月1日号より2021年12月23日号まで連載、全1巻。りいちゅが作画を担当。

## テレビアニメ
2023年7月から9月までTOKYO MXほかにて放送された。原作の流星の古城における竜退治までの内容に準拠しつつ、ストーリーはオリジナルの結末を迎えている。

### スタッフ
- 原作 - コーエーテクモゲームス[20]
- キャラクター原案 - トリダモノ[20]
- 監督 - 楪エマ[20]
- アドバイザー - 和ト湊[21]
- シリーズ構成 - 高橋弥七郎[20]
- キャラクターデザイン - 下谷智之[20]
- サブキャラクターデザイン - 藤田まりこ[21]、北原広大[21]、山下芳紀理、西尾淳之介、伊藤摩耶、横山優衣
- モンスターデザイン - 原由知、西尾淳之介
- プロップデザイン - 八島祥子、原由知[21]
- 美術監督 - 関口輝[21]
- 美術設定 - 大原盛仁[21]
- 色彩設計 - 相原彩子[21]
- 2Dワークス - 旭プロダクション[21]
- 撮影監督 - 野上大地[21]
- 編集 - 山田聖実[21]
- 音響監督 - 納谷僚介[21]
- 音響効果 - 風間結花
- 音楽 - 柳川和樹[20]
- 音楽プロデューサー - 山内真治
- 音楽ディレクター - 岡村弦
- 音楽制作 - アニプレックス
- プロデューサー - 奈良駿介、大井りら、外川明宏、大和田智之
- 制作プロデューサー - 佐々木崇之
- アニメーション制作 - ライデンフィルム[20]
- 製作 - 「ライザのアトリエ」製作委員会[21]

### 主題歌
「ゴールデンレイ」
三月のパンタシアによるオープニングテーマ。作詞・作曲ははるまきごはん。
「アロー」
Awkmiuによるエンディングテーマ。作詞はシキ、作曲はシキとAwkmiu、編曲はAwkmiu。
「あたしだけのなにか」
ライザリン・シュタウト（のぐちゆり）による第1話挿入歌。作詞・作曲・編曲は水上浩介。
「あたらしい勇気」
クラウディア・バレンツ（大和田仁美）による第6話挿入歌。作詞はこだまさおり、作曲・編曲は柳川和樹。
「Bright Way」
ライザリン・シュタウト（のぐちゆり）、クラウディア・バレンツ（大和田仁美）による第7話挿入歌。作詞はこだまさおり、作曲・編曲は南田健吾。

### 各話リスト
| 話数 | サブタイトル       | 脚本       | 絵コンテ        | 演出              | 作画監督 | 総作画監督                              | 初放送日      |
| ---- | ------------------ | ---------- | --------------- | ----------------- | --- | --------------------------------------- | ------------- |
| #01  | 錬金術士           | 高橋弥七郎 | 楪エマ 坂本一也 | 楪エマ 山本隆太   | 伊藤悠太 泉坂つかさ 柑原豆真 佐藤友子 斉藤茉利 鈴木良子 星野真澄 阿部安佳里 佐藤愛架 小林ゆかり 重国浩子 北島勇樹 西願宏子 三橋妙子 松本緑 太田宣貴 安西俊之 角田茉央 橋本純一 | 松岡謙治 西尾淳之介 しろくま 西道拓哉   | 2023年 7月2日 |
| #02  | まずは一歩の始まり | 高橋弥七郎 | 齋賀春伽        | 齋賀春伽 坂本一也 | 坂本一也 芳我恵理子 國光奈々 柑原豆真 細田沙織 伊藤悠太 安西俊之 角田茉央 明光                                                                                                 | 西尾淳之介                              | 7月9日        |
| #03  | 思い出の香り       | 仲村みなみ | オダマアキラ    | 小野勝吾          | 西道拓哉 成松義人 北島勇樹 泉坂つかさ 鎌田均 林奈緒子 松本緑 安西俊之 角田茉央 鈴木良子 光の園・アニメーション ビート                                                          | 下谷智之 松岡謙治 ユキシズク しろくま   | 7月16日       |
| #04  | 水没坑道           | 高橋弥七郎 | 飯田崇          | 髙田美里 川奈可奈 | 大原大 佐藤友子 柑原豆真 松村康功 井元一彰 橋本純一 安西俊之 角田茉央 鈴木良子 梅田香                                                                                          | 西尾淳之介 ユキシズク しろくま 下谷智之 | 7月23日       |
| #05  | 最高のアイデア     | 冨田頼子   | 川畑喬          | 鳥羽聡            | 北島勇樹 舛舘俊秀 安西俊之 角田茉央 阿部安佳里 佐藤愛架 斎藤梢 mika 小川ユメキ                                                                                                 | 松岡謙治 西尾淳之介 しろくま 下谷智之   | 7月30日       |
| #06  | 隠れ家を作ろう     | 仲村みなみ | 黒田健司        | 藤代和也          | 清水勝祐 山口光紀 和田賢人 mika 光の園・アニメーション | ユキシズク 西尾淳之介                   | 8月6日        |
| #07  | クラウディアの勇気 | 冨田頼子   | えんどうてつや  | えんどうてつや    | 阿部安佳里 伊藤悠太 柑原豆真 佐藤愛架 清水勝祐 ビート 藤田正幸 細田沙織 松村康功                                                                                               | 松岡謙治 しろくま                       | 8月13日       |
| #08  | 錬金術は爆発だ！   | 高橋弥七郎 | 中野涼子        | 山本隆太          | 斎藤梢 mika 山口光紀 重国浩子 大原大 細田沙織 藤田正幸 鞠野黄英 江本正弘 柑原豆真                                                                                              | 西尾淳之介                              | 8月20日       |
| #09  | 最後の課題         | 冨田頼子   | 飯田崇          | 水本葉月 臼井文明 | 三橋妙子 太田宣貴 前原薫 清水勝祐 山下悠貴 小野田貴之 内野明雄 藤田正幸 ビート 柑原豆真 光の園・アニメーション                                                                 | 松岡謙治 古谷梨絵 しろくま              | 8月27日       |
| #10  | 討伐隊を追って     | 高橋弥七郎 | 秋山朋子        | 髙田美里          | 中野良一 泉坂つかさ 西道拓哉 伊藤悠太 寺尾憲治 柑原豆真 池田歩 太田宣貴 三橋妙子 森田実 橋本純一 mika                                                                          | 西尾淳之介 ユキシズク                   | 9月3日        |
| #11  | 古城の決戦         | 高橋弥七郎 | 黒田健司        | 鳥羽聡            | 中村岳志 若山政志 和田賢人 内野明雄 ビート 山口光紀 柑原豆真 清水勝祐 斎藤梢 橋本純一 大原大                                                                                   | 松岡謙治 西尾淳之介 しろくま            | 9月10日       |
| #12  | 変わりゆく日々     | 高橋弥七郎 | 坂本一也        | えんどうてつや    | 中野良一 mika 古谷梨絵 石山寛 清水勝祐 橋本純一 西道拓哉 藤田正幸 池田歩 森田実 松村康功 細田沙織 伊藤悠太                                                                     | 松岡謙治 しろくま 西尾淳之介 ユキシズク | 9月17日       |

### 放送局
| 放送期間                         | 放送時間                     | 放送局       | 対象地域   | 備考                                 |
| -------------------------------- | ---------------------------- | ------------ | ---------- | ------------------------------------ |
| 2023年7月2日 - 9月17日           | 日曜 0:00 - 0:30（土曜深夜） | TOKYO MX     | 東京都     |                                      |
|                                  |                              | とちぎテレビ | 栃木県     |                                      |
|                                  |                              | 群馬テレビ   | 群馬県     |                                      |
|                                  |                              | BS11         | 日本全域   | 製作参加 / BS放送 / 『ANIME+』枠     |
| 2023年7月4日 - 9月19日           | 火曜 2:05 - 2:35（月曜深夜） | テレビ愛知   | 愛知県     | 初回は2:35 - 3:35に放送              |
|                                  | 火曜 2:29 - 2:59（月曜深夜） | 読売テレビ   | 近畿広域圏 | 『MANPA』第2部                       |
|                                  | 火曜 20:00 - 20:30           | AT-X         | 日本全域   | CS放送 / 字幕放送 / リピート放送あり |
| 初回（第1話）は1時間スペシャル。 |                              |              |            |                                      |

| 配信開始日   | 配信時間                                                                    | 配信サイト                                                                                       |
| ------------ | --------------------------------------------------------------------------- | ------------------------------------------------------------------------------------------------ |
| 2023年7月2日 | 日曜 1:00（土曜深夜） 配信（第1話） 日曜 0:30（土曜深夜） 更新（第2話以降） | dアニメストア （本店・ニコニコ支店・for Prime Video） DMM TV                                     |
| 2023年7月4日 | 火曜 12:00 更新                                                             | U-NEXT アニメ放題 ABEMA バンダイチャンネル Hulu FOD Amazon Prime Video ニコニコチャンネル Lemino |
| 2023年7月5日 | 水曜 0:00（火曜深夜） 更新                                                  | TELASA J:COMオンデマンド メガパック auスマートパスプレミアム milplus見放題パックプライム         |

### BD / DVD
| 巻 | 発売日         | 収録話          | 規格品番      | 規格品番      |
| 巻 | 発売日         | 収録話          | BD            | DVD           |
| -- | -------------- | --------------- | ------------- | ------------- |
| 1  | 2023年9月20日  | 第1話 - 第2話   | ANZX-16221/2  | ANZB-16221/2  |
| 2  | 2023年10月25日 | 第3話 - 第4話   | ANZX-16223/4  | ANZB-16223/4  |
| 3  | 2023年11月22日 | 第5話 - 第6話   | ANZX-16225/6  | ANZB-16225/6  |
| 4  | 2023年12月27日 | 第7話 - 第8話   | ANZX-16227/8  | ANZB-16227/8  |
| 5  | 2024年1月24日  | 第9話 - 第10話  | ANZX-16229/30 | ANZB-16229/30 |
| 6  | 2024年2月28日  | 第11話 - 第12話 | ANZX-16231/2  | ANZB-16231/2  |

### WEBラジオ
『アニメ「ライザのアトリエ」〜秘密のラジオ〜』が、ライザリン・シュタウト役ののぐちゆりと、クラウディア・バレンツ役の大和田仁美のパーソナリティで、音泉にて2023年7月3日から配信中。